# Cryptaspasma trigonana
Cryptaspasma trigonana es una especie de polilla del género Cryptaspasma, categorizada en la tribu Microcorsini, de la subfamilia Olethreutinae.

## Distribución
Se distribuye por Japón.

## Taxonomía
Fue descrita por Walsingham en 1900 y publicada en (Tortrix), Ann. Mag. nat. Hist. (7)6: 443.